# ベルプラス
株式会社ベルプラスは、かつて岩手県盛岡市に本社を置き、同県および宮城県に展開するスーパーマーケットチェーン「ベルプラス」などを運営していた企業。卸売部門を持ち、同業に商材を提供していた。2014年に株式会社アークスと経営統合し、同社の子会社となった。2016年に同じアークスグループ傘下の株式会社ジョイスと合併し、株式会社ベルジョイスとなった。

## 概要
2007年4月1日に、株式会社ベルグループ（純粋持株会社、ベルセンターと花北の共同出資により2003年に設立）の傘下にあった株式会社ベルセンター、株式会社ベル開発、株式会社花北、株式会社スーパーかしむら、スーパーエイト株式会社の事業5社を合併等により株式会社ベルプラスが設立された。2007年12月には経営破綻した株式会社ハマダ（宮城県気仙沼市）から4店舗を買収して株式会社ベル開発に事業譲渡して改めて事業子会社とした。合併直後は前身企業で使われていた屋号・店舗名を継承したが、順次「ベルプラス」と「ビッグハウス」へと統一させた。
2008年から2009年にかけて、ベルプラスと株式会社伊徳（秋田県大館市、現在の伊徳ホールディングス）、株式会社タカヤナギ（秋田県大仙市）、ベルグループが資本参加した株式会社マルイチ（岩手県盛岡市）の4社が経営統合を発表。その一環として共同仕入社会社として株式会社ユナイトを伊徳（当時）と共同出資で盛岡市に設立。しかし、統合が進まなかったため、経営統合を断念し、2010年5月31日に同社は清算し、解散した。
2011年3月11日、東日本大震災が発生し傘下のスーパーマーケットなどが被災し、ビッグハウス魚町店などが全壊。いくつかの店舗の閉店を余儀なくされた。同年4月には子会社のベル開発を吸収合併して、すべてのスーパー事業を直営化した。
2014年9月1日に、札幌市に本社を置くアークスと経営統合した（アークスとベルグループで株式交換し、ベルグループをアークスの子会社化）ことで、アークスグループに入った。店名の「ビッグハウス」「ベルプラス」は今後も継続され、統合による人員の削減は原則行わないとした。
2016年3月1日、アークスグループで同じ岩手県を地盤としていた株式会社ジョイスを存続会社、株式会社ベルプラスを消滅会社とする形で合併し、株式会社ベルジョイスとなった。合併後も店舗名は変更されない。
ジョイスとの合併まではCGCグループに加盟しているとともに、東北地方（山形県・福島県除く）を管轄する地区本部「東北シジシー」（矢巾町）の運営も管掌していた。
スーパーマーケット事業のほか、外食事業（八珍亭・レストラン、吉平・回転寿司）、ボウリング場事業（スーパーレーン、盛岡市でビッグハウス川久保店2階）、100円ショップ事業（ダイソーのフランチャイズ）を展開していたが、ジョイスとの合併までに外食事業からは撤退。ボウリング場についても閉店・撤退を予定していたが第71回国民体育大会（2016年岩手国体）開催に合わせ、ベルジョイスへ事業を引き継いだ後、2016年11月30日に撤退した。

## 店舗
ベルプラスはスーパーマーケットの「ベルプラス」と食品ディスカウントストアの「ビッグハウス」、ホールセールクラブの「ビッグプロ」を展開していた。
ベルプラスの設立当初は、経営統合元である各社の屋号をそのまま使用していた。そのため、過去には「かしむら」（盛岡市、かしむらから継承）、「はちや」（雫石町など、スーパーエイトから継承）、都南プラザ（盛岡市、ベルセンターから継承）、サンライフ（花巻市など、花北から継承）、「ベルプラスワン」（盛岡市、ベル開発から継承）、「ハマダ」（気仙沼市など、ハマダから継承）の屋号が使われていたが、順次「ベルプラス」と「ビッグハウス」に統合された。
また、比較的広い店舗面積を有して、2個売り、ケース売りでさらに安くなる『一物三価』を掲げた食品ディスカウントストアの「ビッグハウス」の屋号とシステムはベルプラスの前身の一つであるベル開発が発祥であり、後にベルプラスが加盟したCGCグループの加盟企業に対してノウハウが提供され、後の経営統合先であるアークスグループのラルズ（北海道札幌市）などのCGCグループ各社でも使われた。

### ベルジョイスへ継承
2016年3月1日にベルジョイスへ継承された店舗。「ビッグハウス」が18店、「ベルプラス」が8店、「ビッグプロ」が1店。
ビッグハウス
- 岩手県
  - 一関店（一関市）
  - 金ヶ崎店（金ケ崎町）
  - 北上店（北上市）
  - 国分店（滝沢市）
  - 巣子店（滝沢市）
  - 雫石店（雫石町） - スーパーエイトから継承。元・はちや雫石店。
  - 遠野店（遠野市）
  - 花巻店（花巻市）
  - 川久保店（盛岡市）
  - アイスアリーナ前店（盛岡市）
  - 青山店（盛岡市）
  - 矢巾店（矢巾町）
- 宮城県
  - 築館店（栗原市）
  - 本郷店（気仙沼市）
  - 八乙女店（仙台市泉区）
  - 大野田店（仙台市太白区）
  - 富谷店（富谷市）
  - 小牛田店（美里町） - 2011年3月11日に発生した東日本大震災により半壊[3]し、仮店舗で営業。同年5月20日に修繕を終えて営業再開[10]。

ベルプラス
- 岩手県
  - せんまや店（一関市） - ハマダ、ベル開発から継承。元・ハマダせんまや店。千厩ショッピングモールエスピアの核店舗[11]。
  - 沼宮内店（岩手町） - スーパーエイトから継承。元・はちや沼宮内店。
  - 桜木店（花巻市） - 花北から継承。元・サンライフ桜木店。
  - 東和店（花巻市） - 花北から継承。元・サンライフ東和店。
  - 松園店（花巻市） - 花北から継承。元・サンライフ松園店。
  - 都南プラザ（盛岡市） - ベルセンターから継承。
  - ベルプラスワン（盛岡市） - 店名が「ベルプラスワン」。「ベルプラス」の名前やロゴの由来となった店舗で、ベル開発から継承。
- 宮城県
  - 上田中店（気仙沼市） - 東日本大震災により気仙沼地区にあったベルプラス傘下の3店舗が営業不能になったことにより2011年4月1日に開店[12]。当初は仮設店舗であったが、後にベルプラス上田中店リニューアル。

このほか、会員制現金卸売のディスカウントストア「ビッグプロ」を盛岡市で営業した。
2016年3月1日時点において、岩手県で営業していたビッグハウス上盛岡店（盛岡市）はマルイチが運営。また、同じ東北を営業基盤としてアークスグループ傘下のユニバースもビッグハウス湊店（八戸市）を運営していた。

### 閉店した店舗
岩手県
- かしむら向中野店（1989年10月開店 - 2009年5月24日閉店[13]） - 盛岡市向中野にあった。かしむらから継承。その後、跡地は薬王堂、薬王堂100円ショップセリアを経て解体され、現在はエニタイムフィットネス、ローソンなどが立地する。

- サンライフグリーンプラザ（?開店 - 2011年3月20日閉店） - 花巻市若葉町にあった。東日本大震災で被災したが、当初から閉店が告知されていて計画的な閉店であった[14]。花北から継承。

- ベルプラス太田店（1981年12月開店 - 2015年8月30日閉店[15]） - 盛岡市下太田沢田にあった。かしむらから継承。元・かしむら太田店。

宮城県
- ビッグハウス魚町店（?開店 - 2011年3月11日閉店） - 石巻市松並にあった。東日本大震災により全壊し営業不能となり閉店[3]。

- ベルプラスししおり店（?開店 - 2011年3月11日閉店） - 気仙沼市中みなと町にあった。東日本大震災により全壊し営業不能となり閉店[3]。ハマダから継承した店舗で、被災当時はベル開発の運営店舗。元・ハマダししおり店。

- ベルプラスみなみ店（?開店 - 2011年3月11日閉店） - 気仙沼市仲町にあった。東日本大震災により全壊し営業不能となり閉店[3]。ハマダから継承した店舗で、被災当時はベル開発の運営店舗。元・ハマダみなみ店。

- ハマダ本郷店（?開店 - 2011年3月11日閉店） - 気仙沼市本郷にあった。東日本大震災により半壊し営業休止、そのまま閉店[3]。ハマダから継承した店舗で、被災当時はベル開発の運営店舗。2011年10月20日、隣接地にビッグハウス本郷店を開店。

## 関連会社
- 株式会社ベル開発 - 2011年4月にベルプラスへ吸収合併。ハマダの店舗を譲渡された際に宮城県におけるスーパー事業子会社となっていた。
- 株式会社みちのく流通システム - ミニスーパーマーケット事業、コンビニFC事業の子会社。創業時は東北スパー株式会社で、2004年にスパーと提携を中止、2005年に商号を変更しローソンと提携。
- 株式会社ビッグハウス - 同業態のノウハウを同業他社に共有するために設立[16]。2022年に清算[17]。